# Калифорнийский пилохвост
Калифорнийский пилохвост (лат. Galeus piperatus) — малоизученный вид рода пилохвостов, семейства кошачьих акул (Scyliorhinidae). Обитает в северной части Калифорнийского залива. Встречается на глубине до 1326 м. В основном ведёт донный образ жизни. Совершает сезонные миграции. Размножается, откладывая яйца. В помёте до 10 яиц. 
У калифорнийских пилохвостов тонкое, твёрдое тело и заострённая морда. Окраска темноватая, спину и хвост покрывают отчётливые чёрные пятнышки. Максимальная зарегистрированная длина 37 см. Эти акулы не являются объектом коммерческого промысла. 

## Таксономия
Калифорнийский пилохвост был описан Стюартом Спрингером и Мэри Вагнер в 1966 году в выпуске «Los Angeles County Museum Contributions in Science». Голотип представляет собой взрослую самку длиной 30,2 см, пойманную в Калифорнийском заливе на глубине 366—412 м. Паратипы: неполовозрелая самка длиной 25,6 см и взрослая самка длиной 29,1 см, пойманные там же. Видовой эпитет происходит от слова лат. piperis, что означает «перец». Типовой образец представлял собой взрослую самку длиной 30 см, пойманную между островом Тибурон и островом Анхель де ла Гуарда. Калифорнийский пилохвост мало отличается от западноатлантического комплекса видов Galeus arae; его специфический ареал, скорее всего, является следствием викаризма, обусловленного образованием Панамского перешейка (около 3 млн лет).

## Ареал и среда обитания
Ареал калифорнийского пилохвоста ограничивается Калифорнийским заливом, южная граница проходит у побережья города Гуаймас, Сонора, и Исла Сальсипуэдес, Калифорния. Этот вид держится на глубине от 130 до 1,326 м (4,350 футов и 430), но наиболее предпочтительная глубина составляет 170—420 м. Несмотря на то, что это донная акула, есть сведения о поимке калифорнийского пилохвоста в ночное время в 100 м над дном. На северной окраине Калифорнийского залива летом этот вид практически исчезает, вероятно, он зимует в глубоких южных водах. Вероятно, такие миграции связаны с репродуктивной активностью, которая приходится на лето.

## Описание
Максимальная длина — 37 см. У калифорнийского пилохвоста тонкое, твёрдое тело, слегка приплюснутая голова, немного вытянутая заострённая морда. Овальные глаза вытянуты по горизонтали, они оснащены рудиментарным третьим веком, позади глаз имеются крошечные брызгальца. Выступы под глазами практически неразличимы. Ноздри разделены треугольными кожными складками. Рот широкий и изогнутый в виде арки, по углам расположены довольно длинные борозды. Пять пар коротких жаберных щелей.
Основание первого спинного плавника находится над второй половиной основания брюшных плавников. Оба спинных плавника имеют почти одинаковые форму и размер и тупые концы. Основание второго спинного плавника находится над серединой основания анального плавника. Грудные плавники большие и широкие, с закруглёнными концами. Брюшной плавник короткий и низкий с острым концом. Длина основания анального плавника составляет 11—13 % от общей длины тела, она сопоставима с расстоянием между спинными плавниками и существенно длиннее промежутка между брюшными и анальным плавниками. Хвостовой стебель сжат с боков. Хвостовой плавник низкий, с маленькой нижней лопастью и вентральной выемкой возле кончика верхней лопасти. Тело покрыто мелкими, перекрывающими друг друга плакоидными чешуйками, каждая из которых имеет форму листовидной короны с горизонтальным хребтом и тремя маргинальными зубчиками. На передней части дорсального края хвостового плавника имеется характерный пилообразный гребень, сформированный крупными чешуйками. Окраска темноватая, спину и хвост покрывают отчётливые чёрные пятнышки; у молодых особей на спине разбросаны тёмные пятна седловидной формы, имеющие белую окантовку. Края хвостового плавника окрашены в белый цвет. Внутренняя поверхность рта, как правило, тёмная.

## Биология и экология
Этот вид является яйцекладущим. Пик сезона размножения приходится на летние месяцы с мая по сентябрь. Молодые самки вынашивают по 2—3 яйца, в то время как взрослые могут вынашивать до 10 яиц одновременно. Яйца заключены в капсулы оливкового цвета, имеющие 3,5 см в длину. Яйцами калифорнийских пилохвостов питаются калифорнийские скватины (Squatina california). Мэтьюс в 1984 году указал, что самки достигают половой зрелости при длине 18 см, тогда как по данным Компаньо (1984) половая зрелость у самцов и самок наступает при длине 28—29 и 26—30 см соответственно.

## Взаимодействие с человеком
В диапазоне глубин обитания калифорнийского пилохвоста промышленное рыболовство в Калифорнийском заливе отсутствует. Международный союз охраны природы присвоил этому виду статус сохранности «Вызывающий наименьшие опасения».